# Dixie Dean

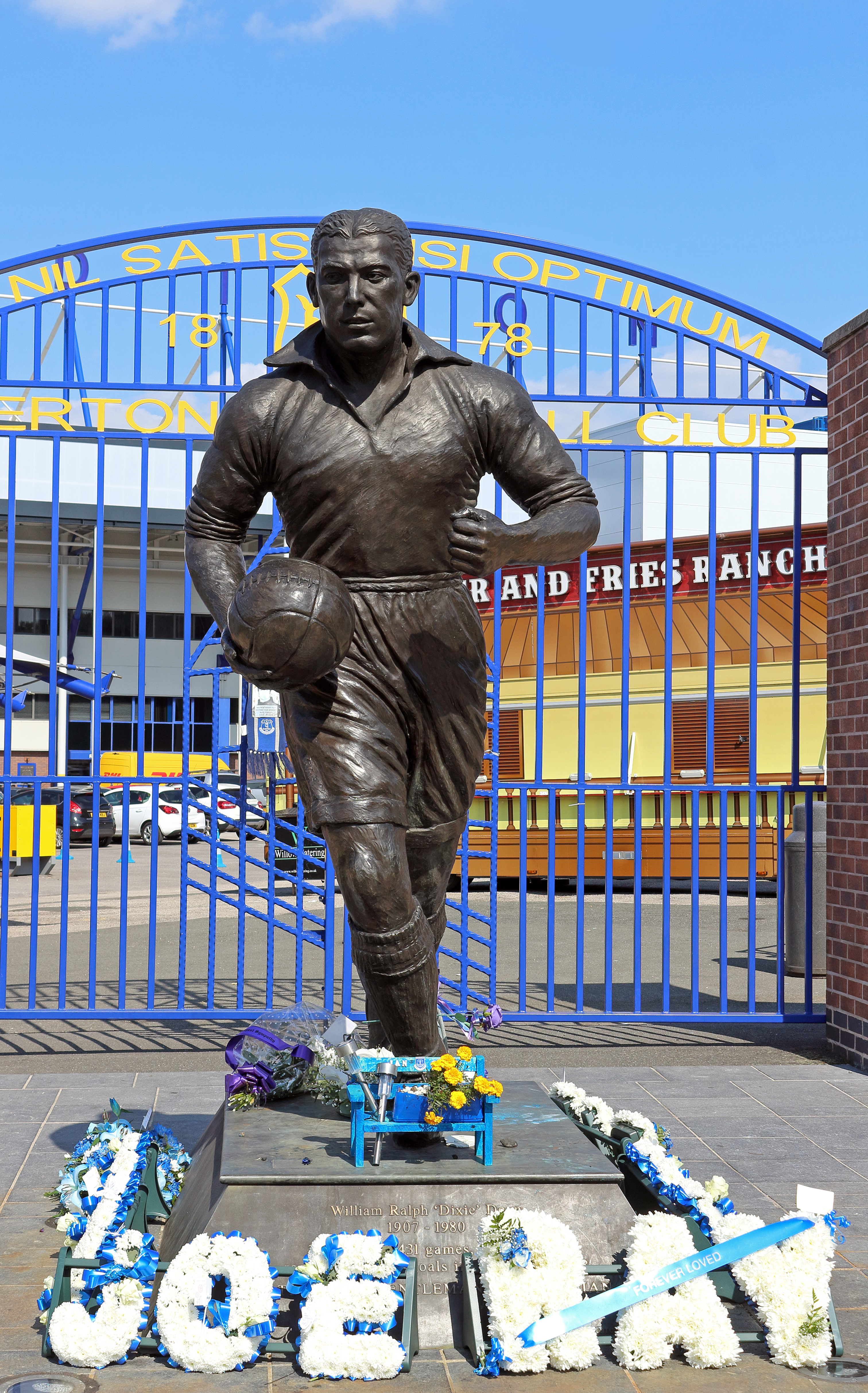
Szobra a Goodison Park előtt

Dixie Dean, William Ralph Dean (Birkenhead, 1907. január 22. – Liverpool, 1980. március 1.) angol labdarúgó, középcsatár. Leghosszabb ideig az Evertonban játszott. Az angol futball történetének egyik legjobb csatárának tartották.

## Pályafutása

### Klubcsapatokban
Első egyesülete a Tranmere Rovers volt.

#### Everton
1924 és 1938 között az Evertonban játszott, ahol 433 mérkőzésen 383 gólt szerzett. Az 1927–28-as szezonban bajnokságot nyert, és egy szezonban 60 gólt szerzett, ami minden idők legjobb rekordja az angol labdarúgásban. 1932-ben az Evertonnal ismét megnyerte a bajnokságot, és Dean ismét gólkirály lett, ezúttal 44 góllal. Dean tartja a klubban a mesterhármasok klubrekordját is (37). 1933-ban FA-kupát nyert az Evertonnal.

#### További klubok
1938-ban csatlakozott Notts Countyhoz. 1939-ben szerződést írt alá az ír Sligo Rovers klubbal, de még ugyanebben az évben a Hurst Football Clubhoz igazolt, ahol befejezte a pályafutását.

### A válogatottban
Az angol válogatottban 1927 és 1932 között 16 mérkőzésen játszott és 18 gólt szerzett.

## Emlékezete
- 2001-ben a Goodison Park előtt leleplezték Dean szobrát. Egy évvel később egyike lett annak a 22 játékosnak, akiket beválasztottak a manchesteri Nemzeti Futballmúzeumban található angol labdarúgó-hírességek csarnokába.

## Sikerei, díjai
- Angol bajnok: 1928, 1932
- FA-kupa győztes: 1933